# اتحاد الخليج للأغذية (شركة)
شركة اتحاد الخليج لللأغذية  تأسس مصنع اتحاد الخليج للعصائر عام 1999م، ويعد من المصانع الحديثة في مجال إنتاج وتسويق العصائر والمشروبات، ويقع المصنع في المدينة الصناعية الثالثة بالرياض في المملكة العربية السعودية، حيث تم تزويده بأحدث الآلات والمعدات وخطوط الإنتاج ذات المواصفات التقنية والتكنولوجية المتطورة. رئيس مجلس الإدارة: الدكتور سليمان الرشودي.